# Stilling-Solbjerg Sø
Stilling-Solbjerg Sø er en ca. 7 km lang sø i Østjylland, som ligger mellem Stilling (i Skanderborg Kommune og Solbjerg (i Aarhus Kommune). I Stilling-enden kaldes den også Stilling Sø, mens den i Solbjerg-enden kendes som Solbjerg Sø, i midten kaldes den for Fregerslev sø. Søen steg 1½ meter over daglig vande i november 2023. Søen indgår i Aarhus Ås øvre løb.
Der er ikke uhindret adgang til søen alle steder, men både ved Stilling og ved Solbjerg er der større fællesarealer med bade- og bådebroer, bænke og områder til rekreative formål. Fra nordsiden er der adgang ved Søgårde og fra sydsiden ved Stilling Sø Selskabslokaler. Stilling-Solbjerg Sø rummer bl.a. træningsbanen for Skanderborg Vandski Klub.

## Fortællinger om søen
Der er en del fortællinger og sagn om søen og fra området.
Under Torstenssonkrigen mod Sverige 1643-1645 rejste Christian 4.'s generaler permanent rundt med en kiste fyldt med sølvpenge til lejesoldaternes sold. I vinteren 1643-1644 var Skanderborg Slot belejret af den svenske hær, og en gruppe danske landsknægte skulle have forsøgt at redde de mange penge og føre dem til Aarhus. Sagnene siger, at de blev overrasket af en deling svenske soldater, og at de derfor slog hul i isen på søen og under beskydning dumpede krigskassen ned på bunden for at forhindre svenskerne i at få fingre i den.

## Miljøforholdene
Stilling-Solbjerg Sø er karakteriseret som en kalkrig og dyb sø; en såkaldt søtype 10. Den er klassificeret som en badevandssø og der er pt. blå flag ved Stilling badebro.
Søen kæmper med et forhøjet klorofylniveau, der i den seneste dekade er målt til omkring 2,5 gange over målsætningen. Der har tidligere været store forureningsproblemer i søen med især fosfor og kvælstof fra både landbrug og spildevand fra husholdninger. Problemerne er dog aftaget siden 1980'erne, på grund af en aktiv indsats og således er kvælstofniveauet faldet markant. Fosforniveauet er dog ikke meget anderledes end dengang, bl.a. pga. oplagring i sedimentet og der er som regel algeblomst af blågrønalger i august og september.
Stilling-Solbjerg Sø har en ganske artsrig undervandsvegetation med 13 registrerede arter, men vegetationen er ustabil pga. de høje fosfor og klorofyl niveauer og dækker kun ca. 2% af søens bundareal. Der er registreret i alt 10 fiskearter i Stilling-Solbjerg Sø; gedde, rudskalle, skalle, brasen, aborre, hork, sandart, flire, ål, hundestejle og knude. De dominerende arter er skalle og aborre og sandart bestanden er veletableret.

## Fredning
Områderne omkring søen og en sti op i Pilbrodalen, i alt 254 ha. blev fredet i 1964 og 1965.